# يوراي كوتسكا
يوراي كوتشا (بالسلوفاكية: Juraj Kucka) (مواليد 26 فبراير 1987 في بوينيتسى) لاعب كرة قدم سلوفاكي يلعب حاليا لصالح نادي طرابزون سبور التركي.

## روابط خارجية
- يوراي كوتسكا على موقع الاتحاد الدولي (مؤرشف)  (الإنجليزية)
- يوراي كوتسكا على موقع الاتحاد الأوربي (الإنجليزية)
- يوراي كوتسكا على موقع اتحاد تركيا (لاعب) (الإنجليزية)
- يوراي كوتسكا على موقع قاعدة بيانات كرة القدم.إي يو (الإنجليزية)
- يوراي كوتسكا على موقع ناشيونال فوتبول تيمز (الإنجليزية)
- يوراي كوتسكا على موقع Soccerbase.com (لاعب) (الإنجليزية)
- يوراي كوتسكا على موقع Soccerway.com (الإنجليزية)
- يوراي كوتسكا على موقع عالم كرة القدم.نت (الإنجليزية)
- يوراي كوتسكا على موقع كووورة
- يوراي كوتسكا على موقع AS.com (الإسبانية)